# バシール・モハバット
バシール・モハバット（ダリー語: بشیر محبت、英語: Bashir Mohabbat、1956年10月26日 - ）は、アフガニスタンの学者、通訳、外交官、大使。カーブル出身のタジク人である。日本に留学し、大学講師や駐日アフガニスタン大使館での勤務などを経て、2017年から2021年にかけて駐日アフガニスタン大使。

## 人物
アフガニスタンの公用語であるパシュトー語とダリー語に加えて、英語と日本語にも堪能。2007年5月には、内閣総理大臣・安倍晋三、外務大臣・麻生太郎、アフガニスタン副大統領・カリーム・ハリーリー（いずれも当時）の会談における通訳を、2016年6月に、東京国立博物館で開催された特別展「黄金のアフガニスタン」において天皇・皇后（当時。令和時代の上皇・上皇后）の通訳を務めたこともある。

## 経歴
- 1976年～1977年　拓殖大学にて日本語を学ぶ[3]
- 1983年　中京大学にて経営学教養学士修得[3]
- 1985年　名城大学にて国際法学修士修得[3]
- 1985年～1990年　複数の名古屋市内の大学にて国際関係学・中央アジア史・中央アジア文化講師[3]
- 1990年～1995年　アメリカ合衆国カリフォルニア州に拠点を置く日本の自動車会社の総支配人[3]
- 1996年～2002年　愛知県・岐阜県・三重県各県警の公認翻訳者（ダリー語・パシュトー語・ペルシア語・英語・日本語）[3]
- 2003年～2004年　駐日アフガニスタン大使館二等書記官・領事[3]
- 2004年～2007年　駐日アフガニスタン大使館一等書記官・領事[3]
- 2007年　日本大学にて国際法学博士修得[3]
- 2007年～2009年　駐日アフガニスタン・イスラム共和国大使館・大使特別補佐官、複数の大学にて国際関係学・経営学・英語講師、拓殖大学にてダリー語講師[3]
- 2010年　駐日アフガニスタン・イスラム共和国大使館代理公使[3]
- 2010年～2012年　駐日アフガニスタン・イスラム共和国大使館副使（参事官）[3]
- 2013年～2014年　駐日アフガニスタン・イスラム共和国大使館・大使特別補佐官、JICA関連企業によるアフガニスタン復興プロジェクトの補佐[3]
- 2014年～2015年　拓殖大学ダリー語講師（オープンカレッジ）[4]
- 2015年～2016年　アフガニスタン外務省（英語版）戦略研究所、外交政策・国際関係部長[3]
- 2016年～2017年　駐日アフガニスタン・イスラム共和国副使（大使参事官）[3]
- 2017年～2021年　駐日アフガニスタン・イスラム共和国大使[5]
- 2021年 創価大学教授[6]

## 駐日大使として
2017年7月19日、皇居で信任状を捧呈して駐日大使に就任した。就任から約半月後の8月6日、広島で開かれた平和記念式典に参列している。加えて、2018年と2019年、2020年にも広島の平和記念式典に参列している。
2017年12月7日、母校名城大学の天白キャンパスで「大使の仕事とアフガニスタンの現状」をテーマとする講演を行った。
2017年12月18日、安倍晋三内閣総理大臣が日本語を話す駐日各国大使23名および次期駐日大使1名を総理公邸に招いて昼食会を主催したが、モハバット大使も参加した各国大使のうちの一人であった。また、2018年12月14日および2020年1月8日に開催された昼食会にもモハバット大使が参加している。
2018年6月19日、自民党動画チャンネル「CafeSta（カフェスタ）」が配信する武井俊輔司会の番組「ディスカバーワールドin Cafesta」に出演し、前日に発生した大阪府北部地震の被災者に対して司会者の武井と共に哀悼の意を表明した後、アフガニスタンの歴史や文化、料理などを紹介した。
2018年8月15日、平成最後となる終戦記念日に一日限定で復活した「平和の俳句」に日本全国から7349句が寄せられたが、モハバット大使も寄句したうちの一名であった。大使が詠んだ句は「渓谷に 咲くけしの花 いつからか」、かつて美しい麦畑や野菜畑が広がっていて人々が平和に暮らしていたアフガニスタンがソ連軍など外国軍による侵攻で命や平和を奪われ、戦乱や外国軍による軍事占領が続く中で畑には麦や野菜ではなく麻薬の原料となるケシばかりが植えられるようになった現状を嘆きつつも、いつかケシ畑が麦畑や野菜畑に戻ってアフガニスタンが平和を取り戻すことへの願いが込められた一句である。
2019年10月22日、皇居正殿松の間で今上天皇の即位礼正殿の儀が執り行われ、アシュラフ・ガニー大統領及びルーラー・ガニー夫人と共に参列した。同月23日、訪日中のアシュラフ・ガニー大統領と安倍晋三首相が首脳会談を行ったが、この会談にモハバット大使も同席している。
2019年12月4日、長年アフガニスタンで医療支援や農業支援に従事していた日本人医師中村哲が現地で銃撃を受けて亡くなった。同年12月11日、モハバット大使は中村医師の故郷福岡市で開かれた告別式に参列して日本語で弔辞を読み上げ、嗚咽交じりで別離を惜しみながら、アフガニスタン復興に力を尽くした中村医師の献身と功績を讃えた。
2021年1月19日、赤坂御所（旧・東宮御所）で天皇に面会して離任の挨拶をした。

### テキスト
- 公式プロフィール
- Official Profile （英語）
- Afghan Biographies: Mohabbat, Bashir Dr. （英語）
- 【絵本『カカ・ムラド～ナカムラのおじさん』出版記念】中村哲医師がアフガニスタンで実践した「人間の安全保障」とは - 2021年2月26日
- 歴史証言「あのころ」 バシール・モハバットさん｜歴史証言「あのころ」｜学校法人 梅村学園 - 2019年10月

### 動画
- 【戦争の裏を読め】内戦の実態…アフガニスタン大使の告白【国際政治の裏】 - YouTube - 2022年9月20日
- 中村哲　葬儀で駐日アフガニスタン大使のメッセージ日本語 - YouTube - 2019年12月11日、モハバット大使が登場するのは01:32～06:36
- アフガニスタン・イスラム共和国の独立99年記念レセプションにおけるスピーチ - YouTube （英語） - 2018年11月7日
- 【CafeSta】ディスカバーワールドin Cafesta ゲスト：バシール・モハバット駐日アフガニスタン大使　司会：武井俊輔NM局次長（2018.6.19） - YouTube

| 公職                                          | 公職                                                   | 公職                              |
| --------------------------------------------- | ------------------------------------------------------ | --------------------------------- |
| 先代 セイエド・ムハンマド・アミーン・ファテミ | 駐日アフガニスタン・イスラム共和国大使 2017年 - 2021年 | 次代 シャイダ・モハマド・アブダリ |